# Peggioga nigrifinis
Peggioga nigrifinis är en insektsart som först beskrevs av Walker 1870.  Peggioga nigrifinis ingår i släktet Peggioga och familjen Tropiduchidae. Inga underarter finns listade i Catalogue of Life.